# Transsaharahandel

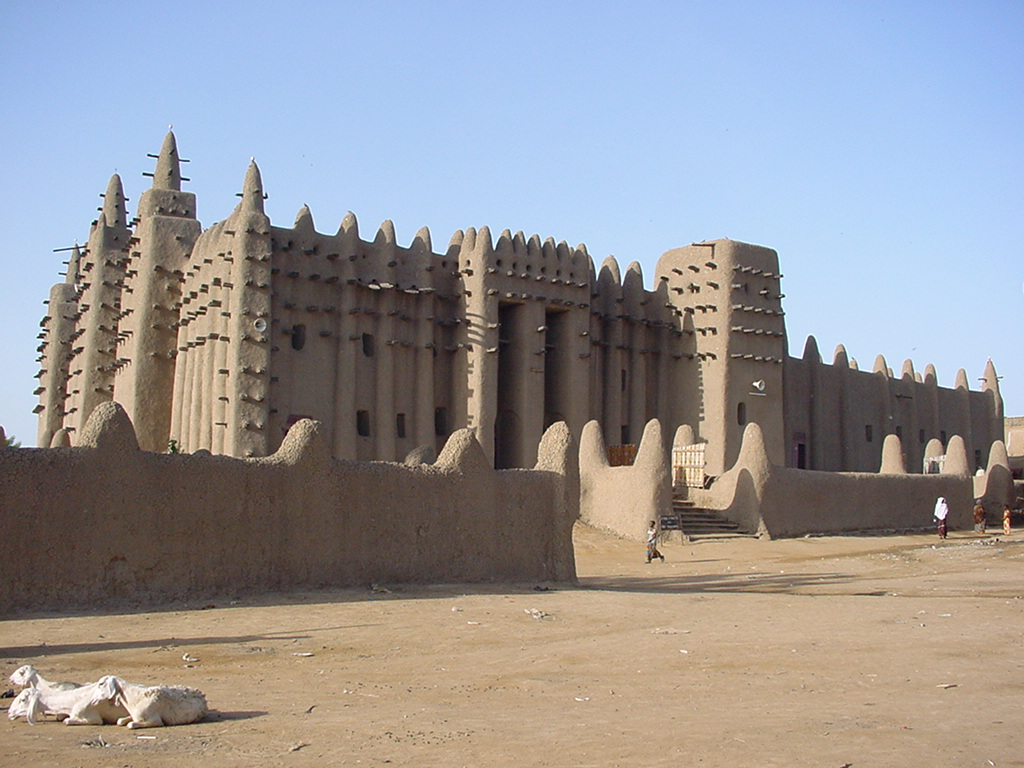
Djenné, grundad ca 800, förr viktig handelspunkt, nu ett världsarv.

Den transsahariska handeln mellan medelhavsländer och Västafrika, var en viktig handelsväg från 700-talet till slutet av 1500-talet. Innan man tittar på karavanvägar och handelsvolym är det viktigt att reda ut hur sådan handel kunde existera över huvud taget. Saharaöknen är ett stort område med fientligt klimat som skiljer Medelhavets ekonomi från Nigers. Fernand Braudel påpekade (i The Perspective of the World) att ett sådant område på samma sätt som Atlanten, bara är värt att ta sig över under speciella omständigheter, när vinsten överstiger förlusten. Men till skillnad från Atlanten har Sahara alltid varit bebott av grupper av människor som idkat lokal handel.
Handeln utfördes med karavaner av arabiska kameler. Dessa kameler göddes på slätterna i Maghreb eller Sahel under ett antal månader innan det var dags att ge sig av. Enligt Ibn Battuta, upptäcktsresanden som följde en av karavanerna, var det tusen kameler i en genomsnittlig karavan, men ibland så många som 12 000. Karavanerna leddes av högt betalda berber som kände till öknen och kunde garantera att de inte skulle bli attackerade av andra nomader. Karavanernas överlevnad var osäker och samordningen var viktig. Bud skickades i förväg till oaser för att se till så att vatten kunde skickas till karavanen som fortfarande var flera dagsresor efter. Man kunde aldrig ta med tillräckligt med vatten för hela resan.

## Tidig transsaharisk handel
Mindre handelsvägar i Nildalen har använts i tusentals år, men handel tvärs över Sahara var svårt innan kamelen domesticerades. Föremål och material som hittats långt från sina ursprungsplatser är arkeologiska bevis för att viss handel förekom, speciellt i väster där öknen är som smalast. Det finns också några rapporter om kontakter i klassisk litteratur. Staden Aoudaghost kan ha vuxit fram kring denna begränsade handel, men teorier om att all ortsbebyggelse i området skulle bero på handeln har numera förkastats.
Avbildningar av hästar som drar vagnar på grottmålningar söder om Sahara har gjort att man antagit att hästar har använts. Det finns emellertid inga hästskelett från denna tidiga period och vagnar skulle vara osannolika fordon för handelsändamål på grund av den lilla lastkapaciteten.
De tidigaste bevisen för tämjda kameler i området kommer från 200-talet. De användes av berberna och möjliggjorde en mer regelbunden kontakt tvärs över hela Sahara. Den antika garamantiska karavanvägen mellan Tripolitanien vid Medelhavet och Lake Chad söder om Sahara transporterade cirkusdjur, cabochonstenar, guld, råmaterial för matprocessande och parfymtillverkning, och även slavar: den transsahariska slavhandeln var dock blygsam under antiken och afrikanska slavar var få i romarriket, där de uppfattades som exotiska lyxvaror.
Fasta handelsvägar utvecklades inte förrän efter den arabisk-islamiska erövringen av Nordafrika under 600- och 700-talet. Två huvudhandelsvägar uppkom. Den första gick genom den västra delen av öknen, från dagens Marocko till Niger och den andra gick från nutidens Tunisien till området kring Tchadsjön. Dessa två handelsvägar var relativt korta och hade ett viktigt nät av oaser som fastställde deras läge. Längre österut var området söder om Libyen omöjligt att passera eftersom där saknas oaser och svåra sandstormar förekommer. En handelsväg från Niger till Egypten övergavs på 900-talet eftersom den var så farlig.

## Den transsahariska handeln på medeltiden
Ghanaimperiets uppgång, i nuvarande södra Mauretanien, skedde samtidigt som den transsahariska handeln ökade. Medelhavsekonomierna hade ont om guld, men tillgångar på salt medan de västafrikanska länderna hade gott om guld men saknade och önskade salt. Slavhandeln var också viktig eftersom ett stort antal afrikaner sändes norrut, där de vanligen blev hushållsslavar. De västafrikanska staterna importerade vältränade slavsoldater. Flera handelsvägar etablerades; den viktigaste slutade i Sijilmasa och Ifriqua i nuvarande Marocko. Där och i andra nordafrikanska städer hade berberhandelsmän utökat kontakterna med islam, vilket uppmuntrade omvändelser och vid 700-talet reste muslimer till Ghana. Många människor i Ghana konverterade till islam och det är troligt att imperiets handel fick vissa privilegier tack vare detta. Omkring 1050 intog Ghana Audaghost, men nya guldgruvor vid Bure gjorde att handeln runt Audaghost minskade. Istället gynnades soso, som senare grundade imperiet Mali.
Liksom Ghana var Mali ett muslimskt kungarike och här fortsatte handeln med guld och salt. Andra, mindre viktiga handelsvaror var slavar, kolanötter från söder, glaspärlor (så kallade "slavpärlor") och snäckskal (Cypraea) från norr (de användes som valuta). Det var under Mali som de stora städerna vid Nigerfloden (bland annat Gao och Djenné) blomstrade. Speciellt Timbuktu blev känt i hela Europa som en mycket rik stad. Viktiga handelscentra i södra Västafrika utvecklades vid övergångsområdet mellan skogen och savannen. Exempel på sådana knutpunkter är Begho och Bono Manso (i nuvarande Ghana) och Bondoukou (i nuvarande Elfenbenskusten). De västliga handelsvägarna var fortfarande viktiga och de största handelsstäderna var Ouadane, Oualata och Chinguetti i nuvarande Mauretanien. Tuaregstäderna Assodé och senare Agadez växte vid en östligare väg i nuvarande Niger.
Den östliga transsahariska handelsvägen medförde att det långlivade imperiet Kanem-Bornu utvecklades vid område kring Tchadsjön. Denna handelsväg var något mindre effektiv och var endast viktig när det var oroligheter i väst, såsom under almohadernas erövringar.

## Den transsahariska handelns nedgång
De portugisiska resorna runt den västafrikanska kusten skapade nya möjligheter för handel mellan Europa och Västafrika. Vid 1500-talets början etablerades europeiska samhällen vid kusten och handeln med de nu mycket rikare européerna blev oerhört viktig för Västafrika. Nordafrikas politiska och ekonomiska inflytande hade minskat även om resorna över Sahara fortsatte att vara vinstgivande. Det största slaget mot den transsahariska handeln var det marockanska kriget 1591-92. Marocko skickade trupper genom Sahara och anföll Timbuktu, Gao och några andra viktiga handelscentra. De förstörde byggnader och egendom och förvisade viktiga invånare. Denna störning i handeln ledde till en dramatisk nedgång i dessa städers betydelse och även den kvarvarande fientligheten minskade handeln väsentligt.
Idag finns ett fåtal asfalterade vägar genom Sahara och ett begränsat antal lastbilar kör gods där, framför allt bränsle och salt. De traditionella karavanvägarna saknar i stort sett kameler, men några kortare vägar, från Agadez till Bilma och från Timbuktu till Taoudenni, används fortfarande regelbundet men i liten omfattning. Några tuareger använder fortfarande de gamla handelsvägarna. De fraktar salt med kameler från öknens inre till samhällen i ökengränsen.